# Ольховка (лагерь)

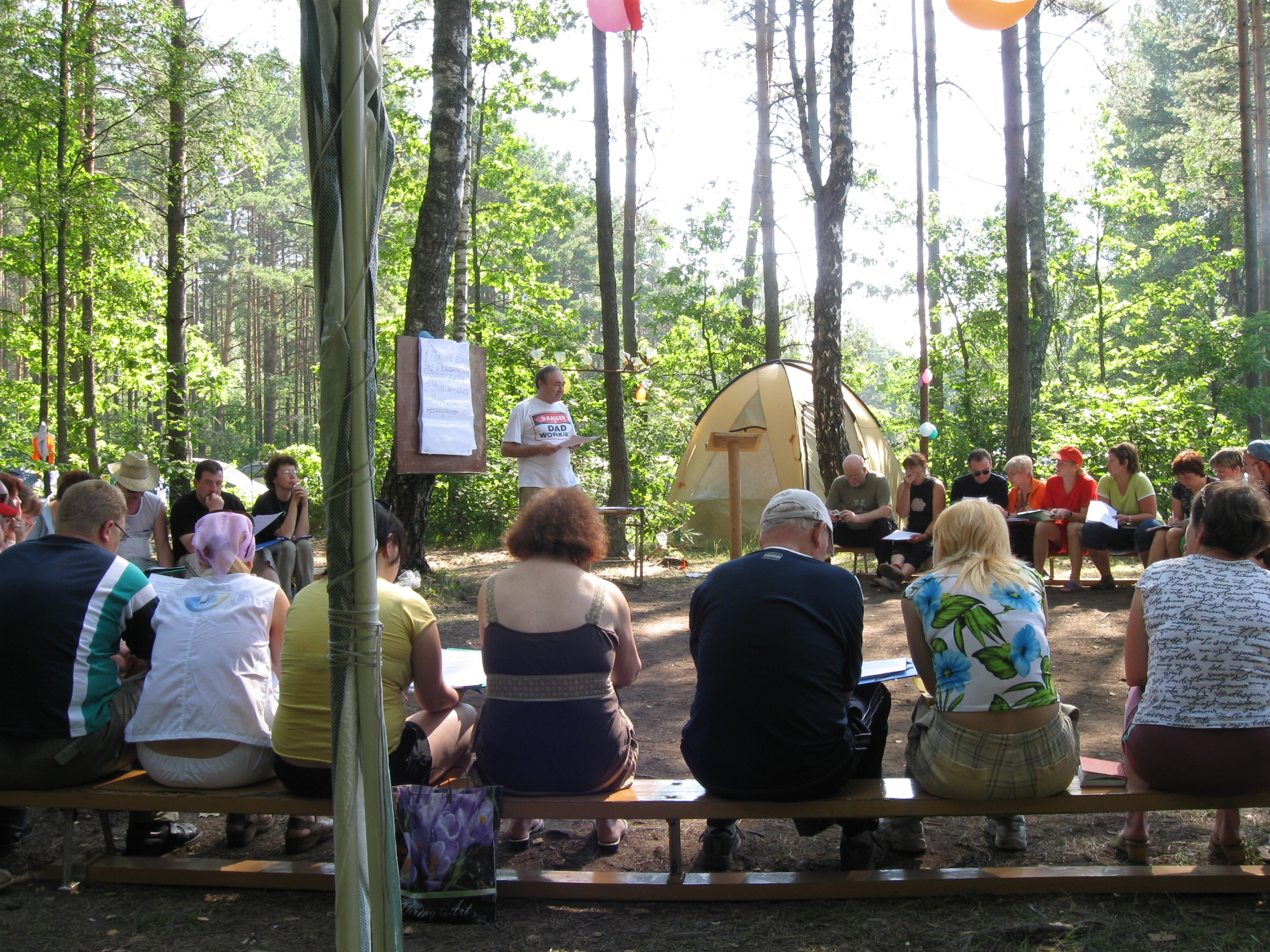
Методический лагерь в Ольховке, занятия в зелёном классе

 Ольховка — методический лагерь учителей физики. Проводится в д. Ольховка Островецкого района Гродненской области.

## История
Идея проведения методического лагеря учителей принадлежит учителю из Островца Анатолию Бацюлеву и заведующему кафедры педагогики Академии последипломного образования Николаю Запрудскаму. Она возникла во время десанта известных учителей физики Беларуси в Гродненский ИПК 2 октября 1989 года.
С 1990 по 1995 год на учебных занятиях в методическом лагере рассматривались актуальные вопросы образования и преподавания физики.
Занятия проводили не только сами участники методического лагеря — известные учителя Валерий Барашков, Владимир Богомолов, Анатолий Бацюлев, но и специально приглашенные физики и педагоги Беларуси: Геннадий Пальчик, Анатолий Слободянюк, Владимир Третьяков, а также гости из России: Владимир Орлов, Эра Браверман.
С 1996 года в содержании каждого методического лагеря основной частью становятся проблемные курсы, (с 2001 года — авторские курсы заведующего кафедры педагогики АПО, главного редактора научно-методического журнала «Фізіка: праблемы выкладання» Николая Запрудского.

## Темы курсов в методическом лагере
- Технологический подход в обучении физики[2] (1996).
- Личностно ориентированный подход в обучении физики[3] (1997).
- Физический эксперимент в разных образовательных моделях[4] (1998).
- Обучение учеников умениям решать физические задачи[5] (1999)
- Модульная технология обучения[6] (2000).
- Технология педагогических мастерских[7] (2001).
- Технология проектного обучения[8] (2002).
- Интегральная технология учебно-воспитательного процесса[9] (2003).
- Моделирование и проектирование авторских дидактических систем[10] (2004).
- Организация экспериментальных исследований учеников[11] (2005).
- Стратегия обучения физике в профильной школе[12] (2006).
- Компьютерная поддержка учебно-воспитательного процесса по физике[13] (2007).
- Педагогические основы и организация исследовательской деятельности учеников по проблеме энергосбережения[14] (2008).
- Современные средства обучения[15] (2009).
- Дидактические основы и практика эффективной контрольно-оценочной деятельности субъектов образовательного процесса[16] (2010).
- Управление самостоятельной познавательной деятельностью учеников на уроках и на факультативных занятиях[17] (2011).
- Теория и практика проблемного обучения учеников[18](2012).
- Теория и практика обобщения опыта педагогической деятельности (2013).
- Современные электронные средства обучения в образовательном процессе школы, гимназии и лицея (2014).
- Формирование медиограмотности педагогов и учеников (2015).
- Современные методы и средства оценки качества образования учащихся в учреждениях общего среднего образования (2016).
- Методическая работа в школе как механизм профессионального развития учителей (2017).

## Особенности курсов в Ольховке

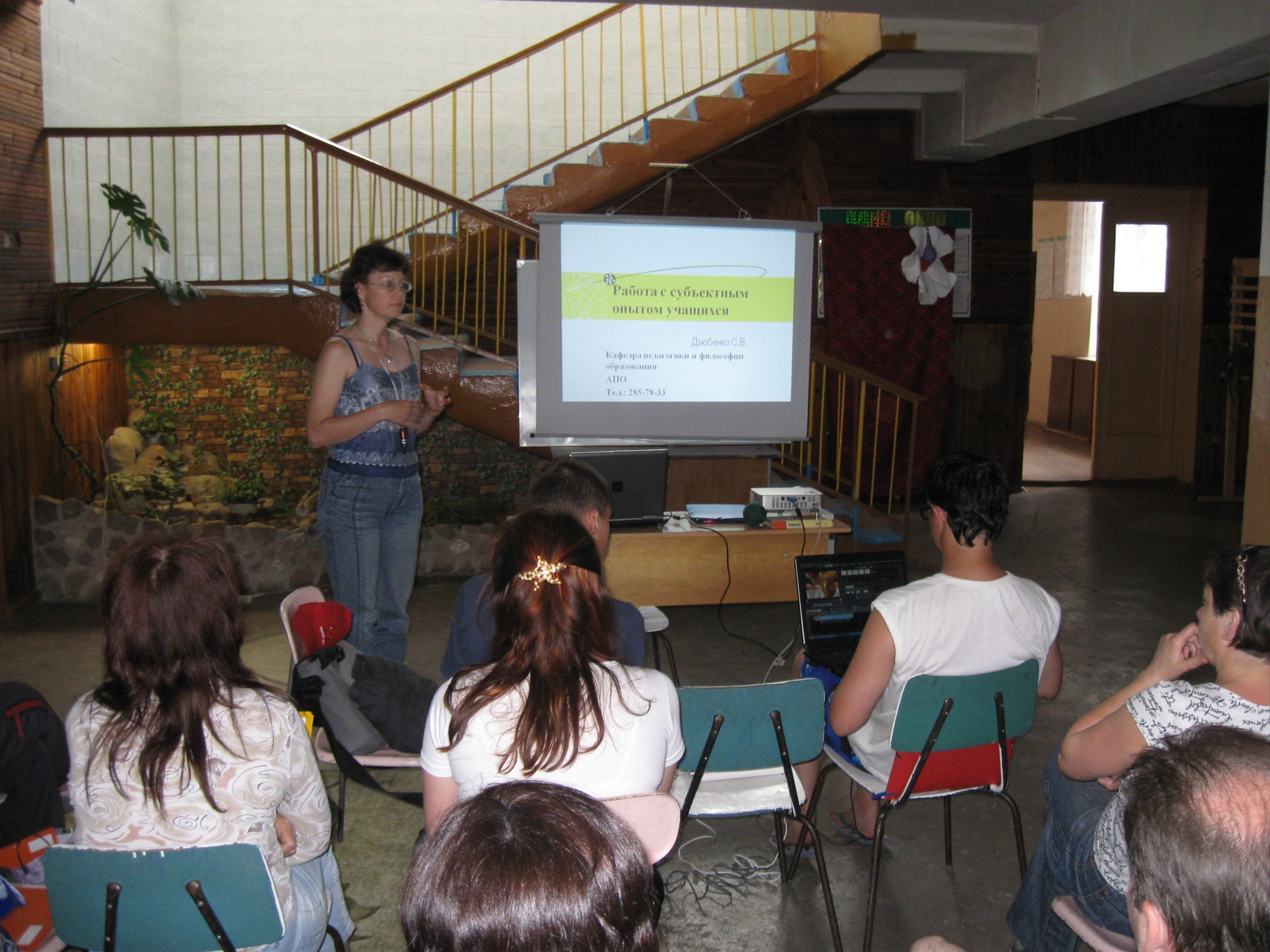
Методический лагерь в Ольховке, занятия в школе

Курсы в Ольховке имеют ряд особенностей:
- по содержанию: это наиболее актуальная для учителей тема, которая определяется с учетом их пожеланий;
- по формах и методах проведения учебных занятий: тренинговый режим — определенную технологию учителя и методисты изучают с помощью этой же технологии, на занятиях создаются условия для «проживания» участниками новой образовательной практики;
- по контингенту: состав участников курсов формируется не па разнарядке, что является общепринятым, а по предварительным заявкам педагогов: учителей общеобразовательных учреждений, методистов ИРО, директоров школ и их заместителей, преподавателей университетов и колледжей;
- по месту проведения: занятия проходят «в зелёном классе» на берегу озера и в местной школе, проживание — в пришкольном интернате или в палатках, питание — в школьной столовой (ужин — около костра).

Успех курсов обусловлен и тем, что их содержанием является опыт многих участников, которые проводят свои презентации и мастерские. На курсах у ролях преподавателей консультантов выступали Владимир Богомолов, Валерий Барашков, Илларион Галузо, Наталья Горовая, Владимир Голубев, Анна Годлевская, Сергей Доросевич, Светлана Дюбенка, Нина Кошель, Виктор Кротов, Иван Кульбеда, Наталья Лазаренко, Михаил Макаед, Тамара Мацкевич, Анатолий Овсейчик, Александр Плетнёв, Константин Петров, Владимир Поддубский, Александр Сакович, Александр Сугакевич, Валерия Токарская, Иван Шалатонин и др.
Курсы строятся на следующих дидактических принципах:
- самоопределение слушателей: в средствах педагогической информации помещается информация о курсах; педагогам известна целевая установка курсов и режим их проведения; группа формируется на основании предварительных заявок потенциальных участников курсов; слушатели в первый день курсов участвуют в определении правил, по которым будут проходить занятия; сами определяются в отношении личных или групповых образовательных продуктов курсов;
- опоры на субъектный опыт педагогов: слушатели анализируют свой опыт на основании критериев соответствия современной социальной и образовательной ситуации, современным подходам, соотносят сваю практику с новыми идеями, образцами эффективной образовательной практики; определяют, что из их опыта нужно сохранить, а что нужно модернизировать;
- научности: организуются герменевтические практики, когда учителя усваивают язык курсов, соответствующие теории, лежащие в основании изучаемых школьных технологий;
- диверсификации содержания и методов работы: преподаватель предлагает альтернативные варианты решения педагогических задач; подчеркивается возможность обеспечения высокого качества образования на основе различных моделей обучения и их сочетаний; предлагаются разные варианты образовательной продукции курсов;
- автономности: каждый участник курсов имеет достаточно свободы для организации своего образовательного процесса; каждый имеет право на свои версии и интерпретации, на выбор места, средств и партнеров для проектировочной деятельности;
- открытости: участники курсов обычно имеют много информации на различных носителях; они имеют возможность соотносить свой опыт и направления своих творческих поисков с тенденциями развития социума и образования. В процессе занятий имеются возможности для внешней экспертизы промежуточных и конечных результатов конструкторско-технологической деятельности слушателей;
- управляемости: участникам заранее известна последовательность учебных процедур, алгоритмы представления образовательных продуктов. Преподаватель открыт для диалога, своевременно оказывает необходимую консультативную помощь;
- образовательной продукции: результаты курсов подводятся на основе анализа методических разработок участников. Участники курсов имеют критерии качества подготовленных материалов;
- обратной связи: по ходу курсов организуются рефлексивные паузы; организуется сопоставление слушателями их разработок с нормами, определенными еще в начале курсов. Организуется предъявление и оценка промежуточных результатов работы.